# IEEE 1284
O IEEE 1284 é um padrão que define comunicações bidirecionais paralelas entre computadores e outros dispositivos. Nos anos 1970, a Centronics desenvolveu a agora familiar interface paralela de impressora que logo se tornaria um padrão de facto. O padrão começou a ser desrespeitado quando versões aperfeiçoadas da interface foram desenvolvidas, tais como a implementação Bitronics da HP, lançada em 1992. Em 1991, o Printer Working Group foi instituído e começou a trabalhar num novo padrão. Em março de 1994 a especificação IEEE 1284 foi liberada, sendo substituída em 2000 pelo documento IEEE 1284.4.

## Padrões IEEE 1284
IEEE 1284 opera em 5 modos: Compatibility Mode (SPP), Nibble Mode, Byte Mode, Enhanced Parallel Port (EPP) e Extended Capability Port (ECP).
- IEEE 1284-1994: Método de Sinalização Padrão para uma Interface de Periférico Bidirecional Paralela para Computadores Pessoais;

- IEEE 1284.1-1997: Interface de Transporte Independente Impressora/Sistema – um protocolo para retornar o status e a configuração da impressora;
- IEEE 1284.2: Padrão para Teste, Medida e Conformidade ao IEEE 1284 (não aprovado);
- IEEE 1284.3-2000: Extensões de Interface e Protocolo para Periféricos Compatíveis com IEEE 1284 e Adaptadores para Hospedeiros – um protocolo que permite o compartilhamento da porta paralela por múltiplos periféricos (daisy chaining);
- IEEE 1284.4-2000: Distribuição de Dados e Canais Lógicos para Interfaces IEEE 1284 – permite que um dispositivo suporte múltiplas conexões lógicas concorrentes.